# Лис, Бенджамин
Бенджамин Лис (англ. Benjamin Lees, настоящая фамилия Лиснянский; 8 января 1924, Харбин — 31 мая 2010, Нью-Йорк) — американский композитор и музыкальный педагог.

## Биография
Родился в семье еврейских эмигрантов из России; отец композитора был часовщиком. В раннем детстве вместе с семьёй переехал в Сан-Франциско, в пятилетнем возрасте начал заниматься на фортепиано под руководством Кивы Родецкого, также эмигранта. В 1939 г. семья переехала в Лос-Анджелес, Лис продолжил занятия музыкой под руководством певицы Маргерит Биттер. В 1942—1945 гг. служил в Вооружённых силах США. После демобилизации поступил в Университет Южной Калифорнии, где его учителями по композиции были Халси Стивенс и Ингольф Даль. В конце 1940-х гг. работы Лиса привлекли внимание Джорджа Антейла, выступившего наставником молодого композитора. Наконец, после четырёх лет под руководством Антейла Лис получил стипендию Фонда Фромма и отправился совершенствовать своё мастерство во Францию.
Первые сочинения Лиса, привлёкшие к себе широкое внимание, появились во второй половине 1950-х гг. Вторая симфония (1958) была впервые исполнена Кливлендским оркестром под руководством Джорджа Селла — по мнению рецензента «Нью-Йорк Таймс», в ней композитор заявил о себе как об индивидуальности, нашедшей свой собственный путь. В том же году был написан скрипичный концерт, впервые исполненный Генриком Шерингом, а в дальнейшем записанный Руджеро Риччи. Вернувшись в США в 1961 году, Лис на протяжении 15 лет преподавал в различных учебных заведениях, в том числе в Консерватории Пибоди (1962—1964, 1966—1968) и Джульярдской школе (1976—1977). Среди его последующих произведений наибольшую известность завоевали Концерт для струнного квартета с оркестром (1964), написанный для Гэри Граффмана Второй фортепианный концерт (1966), посвящённая жертвам Холокоста Четвёртая симфония «Поминальные свечи» для сопрано, скрипки и оркестра (1985) и Пятая симфония «Кальмар Никель» (1986), запись которой в 2003 году была номинирована на премию Грэмми.
Лис держался в стороне от наиболее популярных в американской музыке XX века техник — атональности, сериализма, минимализма